# Pan de queso (Venezuela)
En la cocina venezolana, el pan de queso es un pan semidulce, generalmente de forma alargada, que contiene queso fundible. La masa es de harina de trigo, leudada y enriquecida con huevos y mantequilla. A veces, se rellena también con aceitunas o pasas, y se prepara tradicionalmente en Navidad a la par con el pan de jamón.
En su parte superior lleva abundante queso llanero rallado, el cual luego de ser horneado se funde y queda dorado y elástico.